# Noche, noche
Noche, noche va ser un programa de televisió espanyol, emès per Antena 3 en 1993. L'espai estava dirigit i presentat per Emilio Aragón, procedent de Telecinco, i que havia estat contractat per Antena 3 per un import de dos mil milions de pessetes, el major en la història de la televisió a Espanya fins avui.

## Format
L'espai respon a la fórmula de magazín, encara que amb especial èmfasi en els dots artístics del seu presentador i director, que protagonitzava esquetxos còmics i actuacions musicals.

### Seccions
- El rincón de Fernando Romay, en el que es realitzava una anàlisi de l'actualitat esportiva.
- Guía de conducta social, amb consells, en clau d'humor, sobre formes de comportament social..
- La vida del famoso, entrevista a personatges populars sobre llurs records d'infantesa.
- La serenata, consistent a rondar dones famoses.
- El juego de las película, els espectadors han d'endevinar el títol d'una pel·lícula, representat en mímica per convidats del programa.[2]

## Col·laboradors
Al costat d'Emilio Aragón van treballar en el programa:
- Toni Albà
- Elsa Anka
- Luisa Martín
- Fernando Romay
- Belén Rueda
- Maribel Sanz
- Les bessones mexicanes Ivonne e Ivette

## Audiències
En la seva estrena, el programa va obtenir el seguiment de 2.047.000 espectadors, la qual cosa equival al 12,7% de quota de pantalla. L'audiència va continuar disminuint, i l'emissió del dia 7 de març, va congregar únicament al 11'8% de l'audiència, la qual cosa va precipitar, en primer lloc, una reducció en la durada del programa i, des del 12 de març, el seu canvi de dia d'emissió (de diumenge a dilluns), la incorporació de Belén Rueda i Maribel Sanz a les labors de presentació i l'emissió en directe.
El 29 de març aconseguia el 13'6 de share i el 25 d'abril el 15'2%. El programa es va acomiadar finalment el 10 de juliol.